# Длуґе (Вармінсько-Мазурське воєводство)
Длуґе (пол. Długie, нім. Langenhöh, until 1938: Dluggen) — село в Польщі, у гміні Каліново Елцького повіту Вармінсько-Мазурського воєводства.
Населення — 146 осіб (2011).
У 1975-1998 роках село належало до Сувальського воєводства.

## Демографія
Демографічна структура станом на 31 березня 2011 року:
|          | Загалом | Допрацездатний вік | Працездатний вік | Постпрацездатний вік |
| -------- | ------- | ------------------ | ---------------- | -------------------- |
| Чоловіки | 75      | 18                 | 50               | 7                    |
| Жінки    | 71      | 20                 | 37               | 14                   |
| Разом    | 146     | 38                 | 87               | 21                   |